# 알렉산데르 테테위
알렉산데르 바노르 테테이(Alexander Banor Tettey, 1986년 4월 4일 ~ )는 가나 태생의 노르웨이 전 축구 선수이다. 현역 시절 포지션은 수비형 미드필더였으며, 과거 노르웨이 국가대표로 활약했다.